# Copa CAF 1997
La Copa CAF 1997 es la 6ª edición de este torneo de fútbol a nivel de clubes de África organizado por la CAF y que contó con la participación de 34 equipos de todo el continente.
El Espérance de Túnez venció en la final al Petro Atlético de Angola para ganar el título por primera vez. El defensor del título, el KAC Marrakech de Marruecos, fue eliminado en la segunda ronda.

## Ronda preliminar
| Equipo 1  | Agr. | Equipo 2             | Ida | Vuelta |
| --------- | ---- | -------------------- | --- | ------ |
| ASKO Kara | dq1  | Dragons de l'Ouémé   | —   | —      |
| Simba SC  | 5–1  | Dire Dawa Locomotive | 4–1 | 1–0    |

1- Dragons de l'Ouémé fue descalificado por no presentar los permisos de los jugadores para el torneo.

## Primera ronda
| Equipo 1             | Agr.         | Equipo 2              | Ida | Vuelta |
| -------------------- | ------------ | --------------------- | --- | ------ |
| DSA                  | 1–1 (4-2 p.) | Stade Tamponnaise     | 1–0 | 0–1    |
| Umtata Bucks         | w/o1         | Mochudi Centre Chiefs | —   | —      |
| Kampala City Council | 4–2          | Rwanda                | 3–0 | 1–2    |
| AS Bantous           | 3–3 (v.)     | Aslad Moundou         | 1–1 | 2–2    |
| Têxtil de Punguè     | w/o1         | C&M Sales             | —   | —      |
| Petro Atlético       | 7–1          | AS Cheminots          | 5–0 | 2–1    |
| Kabwe Warriors       | w/o1         | Chief Santos          | —   | —      |
| Simba                | 1–4          | AFC Leopards          | 1–1 | 0–3    |
| Espérance de Tunis   | 8–3          | ASKO Kara             | 7–0 | 1–3    |
| Stade d'Abidjan      | 3–4          | US Forces Armées      | 2–3 | 1–1    |
| USM Aïn Beïda        | 2–1          | Stade Malien          | 1–0 | 1–1    |
| Asante Kotoko        | 3–2          | AS Mangasport         | 2–0 | 1–2    |
| Coton Sport          | 6–0          | Dragón FC             | 5–0 | 1–0    |
| KAC Marrakech        | 2–0          | ASC Linguère          | 1–0 | 1–0    |
| Mighty Barrolle      | dq2          | Jasper United         | —   | —      |
| Horoya AC            | 1–2          | Chabab Mohammédia     | 0–0 | 1–2    |

1- Umtata Bucks, Textil do Pungué y Chief Santos abandonaron el torneo antes de jugar el partido de ida.

2- El Mighty Barrolle fue descalificado por no entregar los permisos de los jugadores a tiempo para el torneo.

## Segunda ronda
| Equipo 1              | Agr.         | Equipo 2           | Ida | Vuelta |
| --------------------- | ------------ | ------------------ | --- | ------ |
| Mochudi Centre Chiefs | 2–4          | DSA                | 1–2 | 1–2    |
| Kampala City Council  | 1–01         | AS Bantous         | 1–0 | —      |
| Petro Atlético        | 3–0          | C&M Sales          | 1–0 | 2–0    |
| AFC Leopards          | w/o2         | Kabwe Warriors     | —   | —      |
| US Forces Armées      | 2–5          | Espérance de Tunis | 1–1 | 1–4    |
| Asante Kotoko         | 2–4          | USM Aïn Beïda      | 1–1 | 1–3    |
| KAC Marrakech         | 1–2          | Coton Sport        | 1–1 | 0–1    |
| Chabab Mohammédia     | 2–2 (3-4 p.) | Jasper United      | 2–0 | 0–2    |

1- La serie se jugó a partido único en Uganda debido a la Guerra Civil en Zaire, que al terminar cambiaría el nombre del país por el de República Democrática del Congo.

2- Kabwe Warrors abandonó el torneo antes de jugar el partido de ida.

## Cuartos de final
| Equipo 1             | Agr. | Equipo 2      | Ida | Vuelta |
| -------------------- | ---- | ------------- | --- | ------ |
| DSA                  | 0–2  | Jasper United | 0–0 | 0–2    |
| Petro Atlético       | 5–1  | USM Aïn Beïda | 2–0 | 3–1    |
| Kampala City Council | 3–2  | AFC Leopards  | 2–2 | 1–0    |
| Espérance de Tunis   | 5–4  | Coton Sport   | 4–1 | 1–3    |

## Semifinales
| Equipo 1             | Agr. | Equipo 2           | Ida | Vuelta |
| -------------------- | ---- | ------------------ | --- | ------ |
| Jasper United        | 3–5  | Petro Atlético     | 2–1 | 1–4    |
| Kampala City Council | 1–9  | Espérance de Tunis | 1–3 | 0–6    |

## Final
| Equipo 1       | Agr. | Equipo 2           | Ida | Vuelta |
| -------------- | ---- | ------------------ | --- | ------ |
| Petro Atlético | 1–2  | Espérance de Tunis | 1–0 | 0–2    |

## Campeón
| Copa CAF 1997                |
| ---------------------------- |
| Bandera de Túnez             |
| Espérance de Tunis 1º título |